# سیارک ۹۸۱۸
سیارک ۹۸۱۸ (به انگلیسی: 9818 Eurymachos، نامگذاری:6591P-L) نه هزار و هشتصد و هجدهمین سیارک کشف شده‌است که در ۲۴ سپتامبر ۱۹۶۰ کشف شد.
قدر مطلق سیارک برابر ۱۱٫۰۰ است.